# Xanthorhoe ligustrata
Xanthorhoe ligustrata là một loài bướm đêm trong họ Geometridae.